# 古川寺 (長野県朝日村)
古川寺（こせんじ）は、長野県東筑摩郡朝日村古見にある高野山真言宗の寺院。山号は普門山。院号は延命院。

## 概要
旭城山の南西に開けた山麓にあり、かつては智積院、現在は高野山金剛峯寺の末寺である。寺伝では永長元年（1096年）に、現在地よりも山中に創建され、同郡山形村の慈眼山清水寺の里寺であったとされる。
永禄元年（1558年）武田氏家臣の旭城主、上條佐渡守信隣が寿命長久を祈って普門殿を建立、延命地蔵、薬師如来を勘請して観音脇仏とし、山号を延命山として中興開基となる。慶長19年（1614年）には、小笠原秀政が庇護し、中興第1世住職良應が寺を修復、堂宇を再建した。観音堂（朝日村文化財）の本尊は鎌倉時代様式の聖観音菩薩で、寛永15年（1639年）に再建された。宝暦7年（1757年）に本堂を再建し、大日如来を本尊に安置し、山号を普門山とした。武者隠しの間等で知られる庫裡は天保3年（1833年）に建立された。その他、地蔵堂や鐘楼がある。厄除け観音として知られ、毎年15日と16日が縁日として賑わう。

## 交通アクセス
- 長野自動車道 塩尻IC・塩尻北ICから それぞれ約30分